# 木南亜莉沙
木南 亜莉沙（きなみ ありさ、11月1日 - ）は、日本の女性声優。兵庫県出身。ステイラック所属。

## 来歴
2017年、養成所K.N.P.S,BRAINS入所。2019年、Follow-Up養成所入所。2020年、ステイラック所属。

## 人物
趣味は、アロマテラピー、ヘアアレンジ、御朱印集め、クラシックバレエ。

## 出演

### テレビアニメ
2021年
- マジカパーティ（ケズル母、ポン子）
- ジャヒー様はくじけない!（犬の飼い主、カフェの店員、母親、マンション住人、女子生徒C 他）
- 世界最高の暗殺者、異世界貴族に転生する（貴婦人）

2022年
- 可愛いだけじゃない式守さん（女子生徒）
- 最近雇ったメイドが怪しい（先生）
- ポプテピピック（ナレーション、女子大生）

2023年
- 転生王女と天才令嬢の魔法革命（メイド）
- もういっぽん!
- 久保さんは僕を許さない（女子生徒B）
- アイドリッシュセブン Third BEAT!（観客）
- 東京ミュウミュウ にゅ〜♡（女子高生）
- 幻日のヨハネ -SUNSHINE in the MIRROR-
- ダークギャザリング（水子霊）

2024年
- 月が導く異世界道中 第二幕（ヨシュア）
- デリコズ・ナーサリー（乳母）
- ネガポジアングラー（アナウンサー）
- シャングリラ・フロンティア（2024年 - 2025年、黒狼女性A、SF-Zoo 盾チームB、黒狼D）

2025年
- ＃コンパス2.0 戦闘摂理解析システム（アバターたち）

### 劇場アニメ
- THE FIRST SLAM DUNK（2022年）[21]
- すずめの戸締まり（2022年）[22]

### ゲーム
- 始皇帝の道へ：七雄の争い[23]